# IC 1719
IC 1719 је лентикуларна галаксија у сазвјежђу Вајар која се налази на листи објеката дубоког неба у Индекс каталогу.
Деклинација објекта је - 33° 55' 27" а ректасцензија 1h 37m 35,8s. Привидна величина (магнитуда) објекта IC 1719 износи 12,8 а фотографска магнитуда 13,8. IC 1719 је још познат и под ознакама ESO 353-27, MCG -6-4-59, PGC 6020.